# Districte de Lucerna

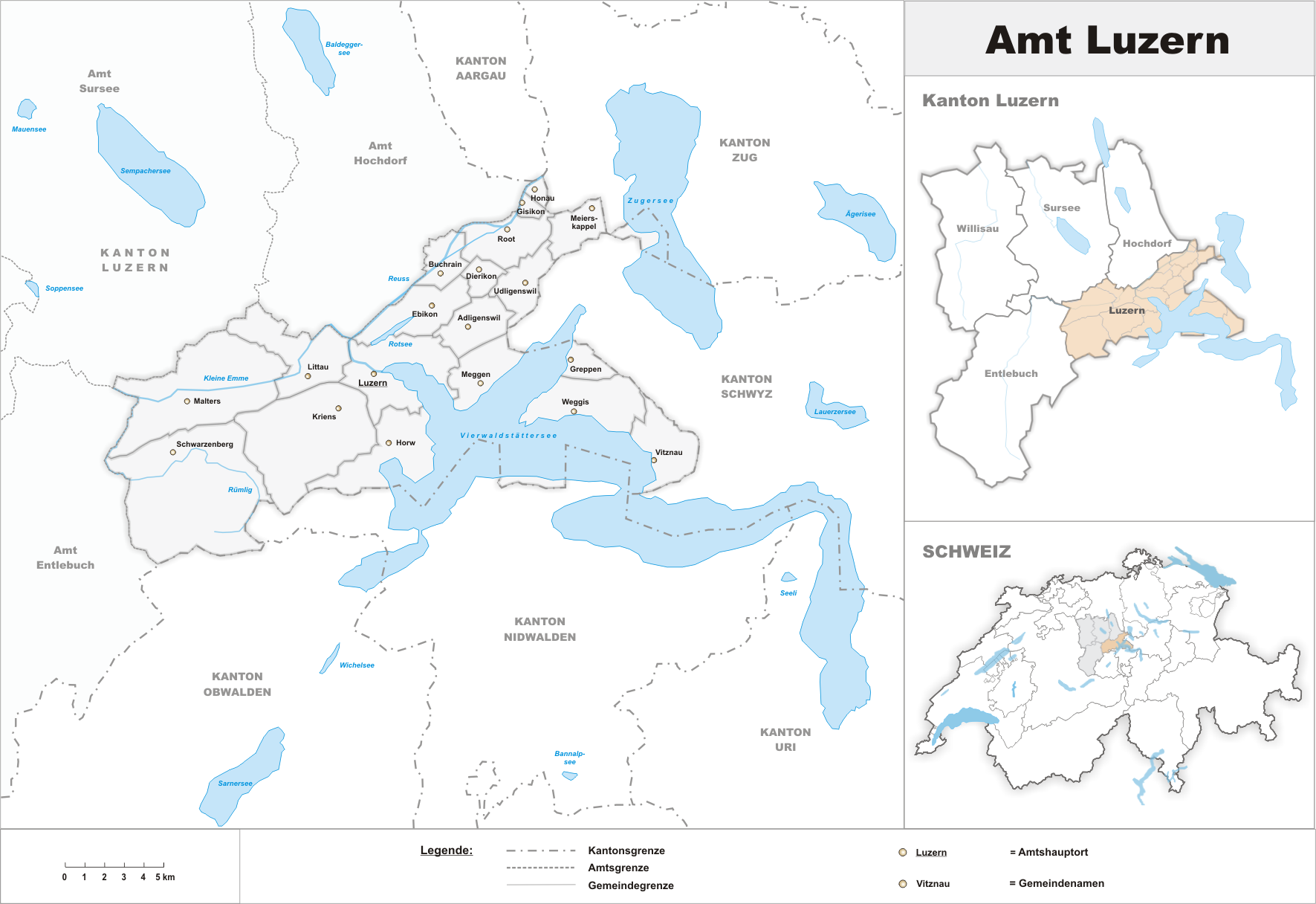
El districte de Lucerna

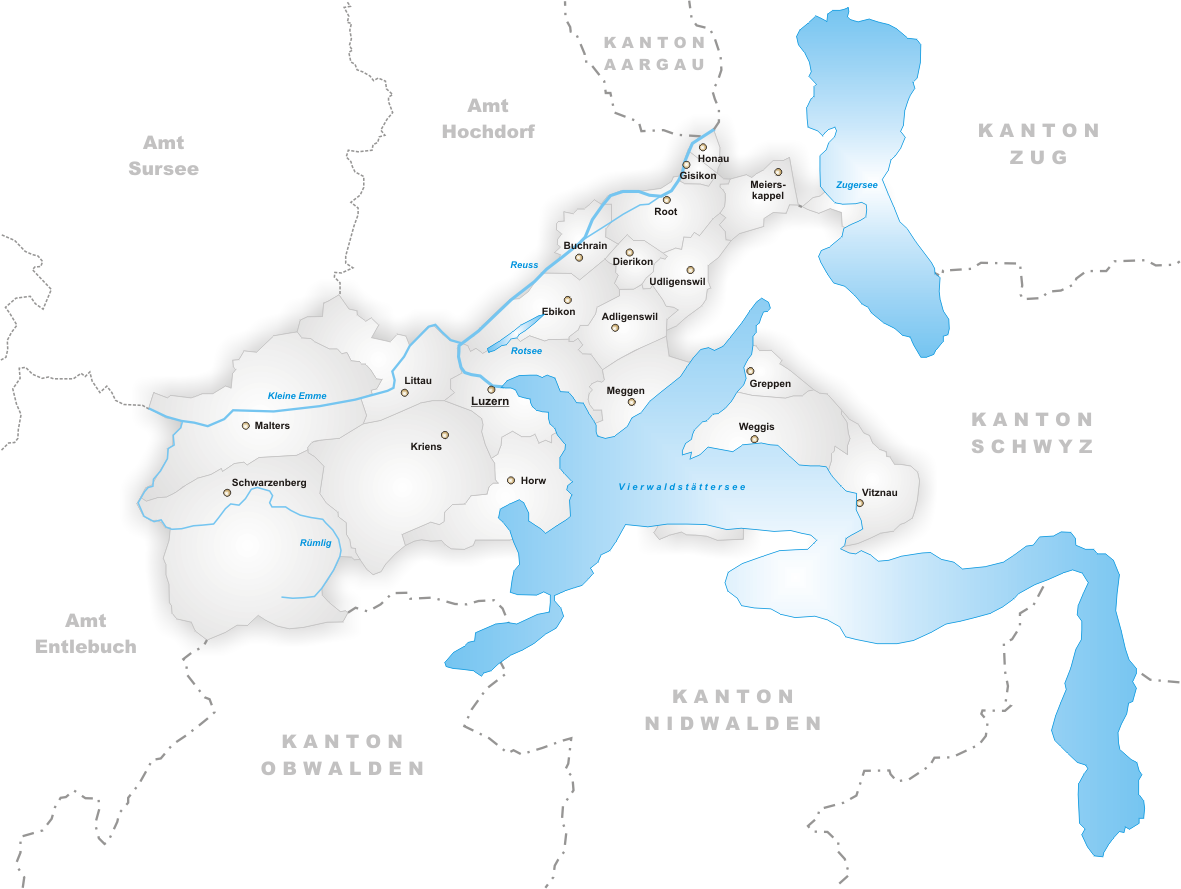
Municipis del districte

El Districte de Lucerna és un dels 5 districtes del cantó de Lucerna (Suïssa). Té una població de 166307 habitants (cens de 2007) i una superfície de 259.92 km². El cap del districte és Lucerna i està format per 19 municipis.

## Municipi
| Escut         | Municipi      | Habitants (Des. 2007) | Superfície en km² | Número SFOS |
| ------------- | ------------- | --------------------- | ----------------- | ----------- |
| Adligenswil   | Adligenswil   | 5.412                 | 6.99              | 1051        |
| Buchrain      | Buchrain      | 5.391                 | 4.80              | 1052        |
| Dierikon      | Dierikon      | 1.268                 | 2.78              | 1053        |
| Ebikon        | Ebikon        | 11.631                | 9.69              | 1054        |
| Gisikon       | Gisikon       | 916                   | 1.08              | 1055        |
| Greppen       | Greppen       | 945                   | 5.25              | 1056        |
| Honau         | Honau         | 357                   | 1.25              | 1057        |
| Horw          | Horw          | 12.896                | 20.43             | 1058        |
| Kriens        | Kriens        | 25.691                | 27.31             | 1059        |
| Littau        | Littau        | 16.611                | 13.27             | 1060        |
| Lucerna       | Lucerna       | 58.381                | 24.15             | 1061        |
| Malters       | Malters       | 6.283                 | 28.57             | 1062        |
| Meggen        | Meggen        | 6.453                 | 13.93             | 1063        |
| Meierskappel  | Meierskappel  | 1.203                 | 9.23              | 1064        |
| Root          | Root          | 3.949                 | 8.65              | 1065        |
| Schwarzenberg | Schwarzenberg | 1.602                 | 39.31             | 1066        |
| Udligenswil   | Udligenswil   | 2.080                 | 6.22              | 1067        |
| Vitznau       | Vitznau       | 1.218                 | 11.76             | 1068        |
| Weggis        | Weggis        | 4.020                 | 25.29             | 1069        |
|               | Total (19)    | 166.307               | 259.92            | 0303        |